# حمرية برييرية
حمرية برييرية (الاسم العلمي:Erythrina perrieri) هي نوع من النباتات تتبع جنس الحمرية من الفصيلة البقولية.